# Chhusang
Chhusang – gaun wikas samiti w zachodniej części Nepalu w strefie Dhawalagiri w dystrykcie Mustang. Według nepalskiego spisu powszechnego z 2001 roku liczył on 186 gospodarstw domowych i 668 mieszkańców (336 kobiet i 332 mężczyzn).

VDC Chhusang
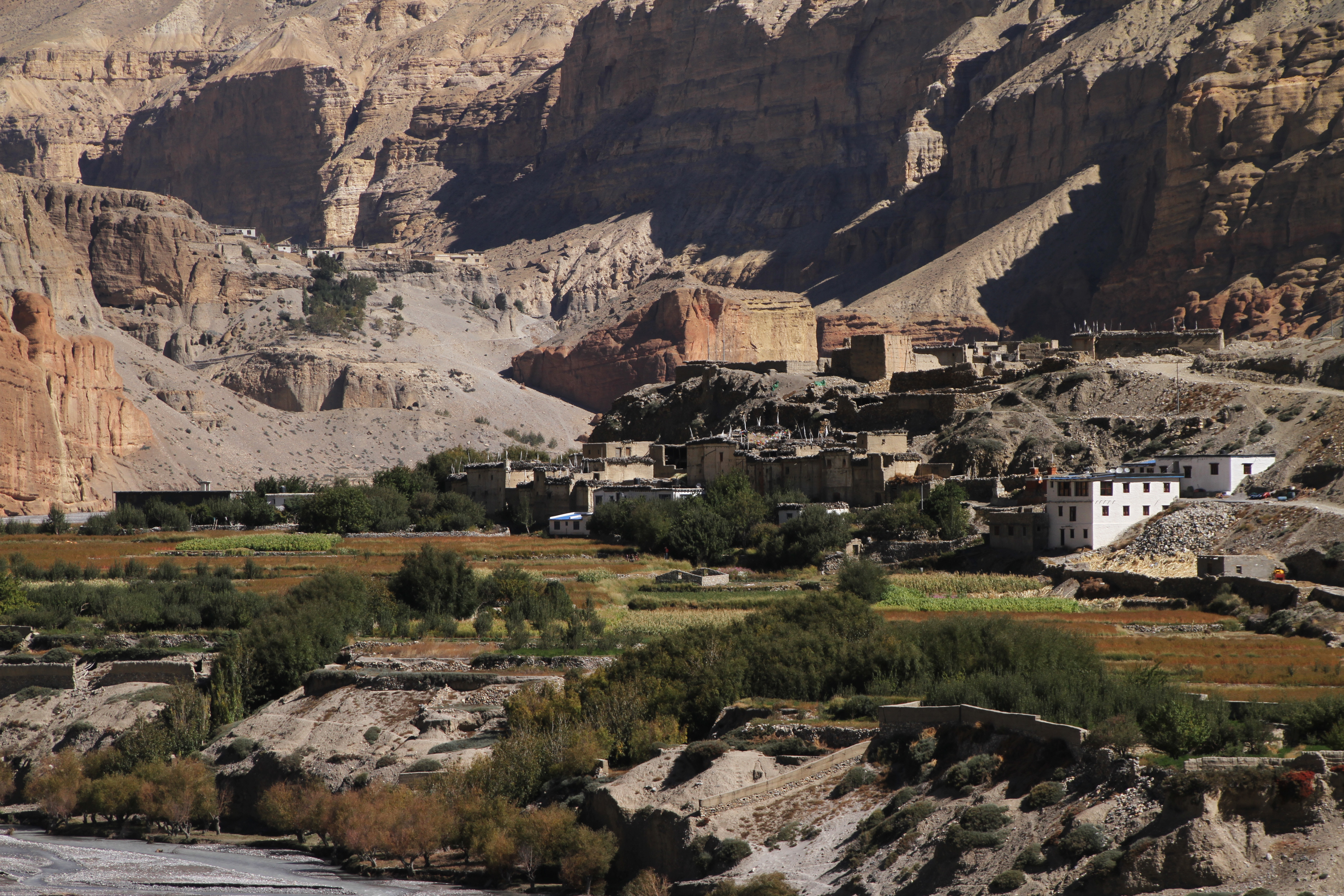
Chhusang
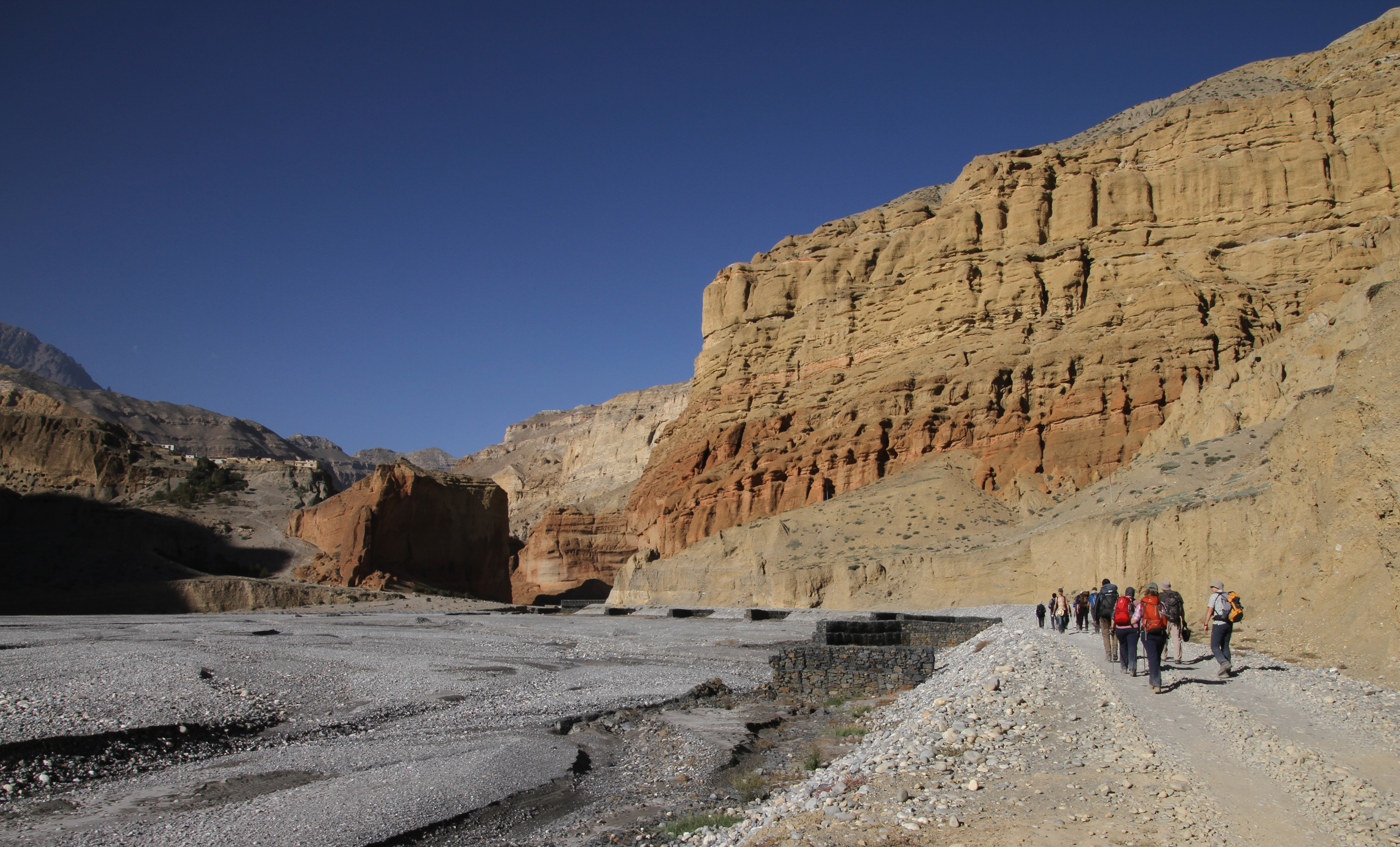
Droga Chhusang - Chele
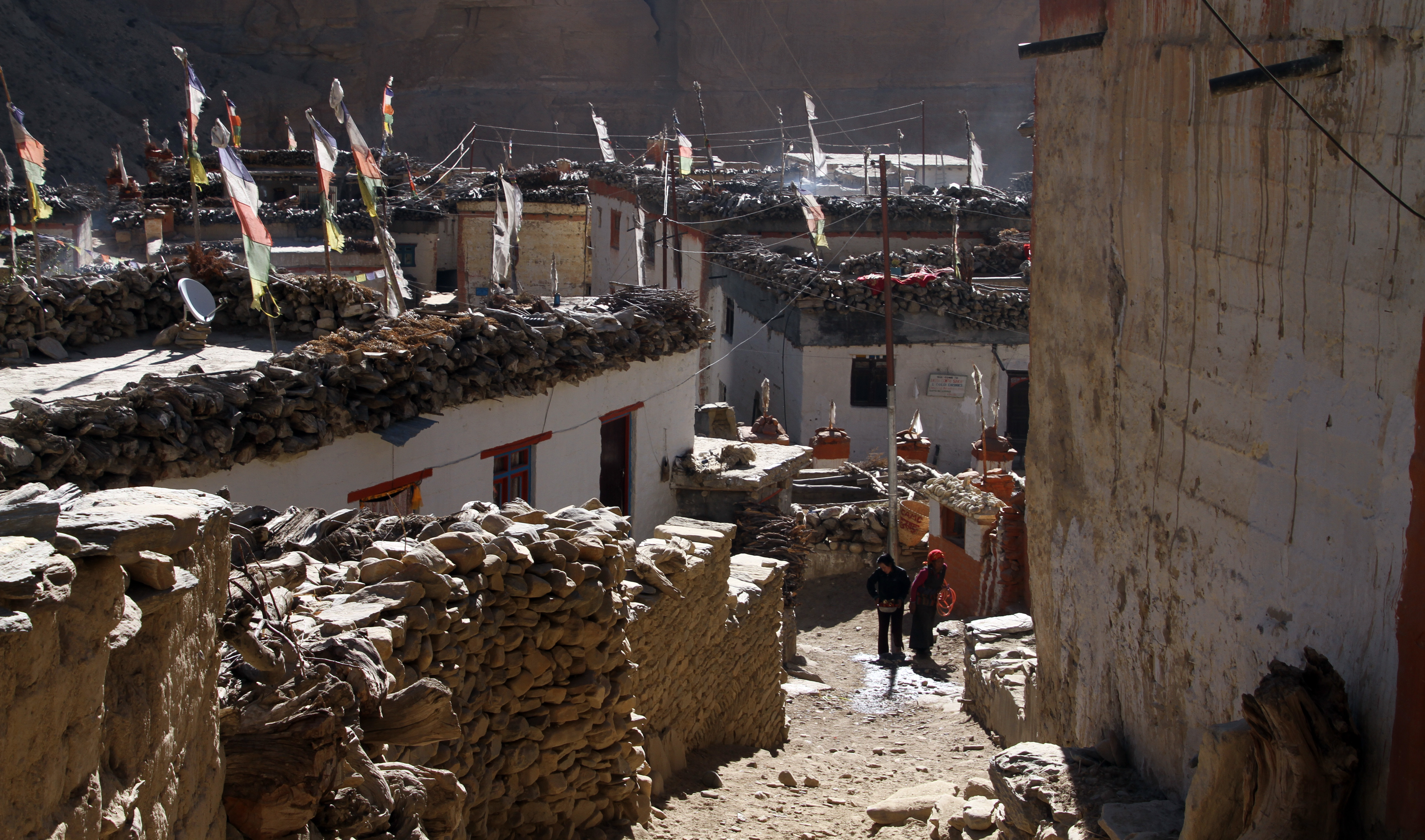
Chele
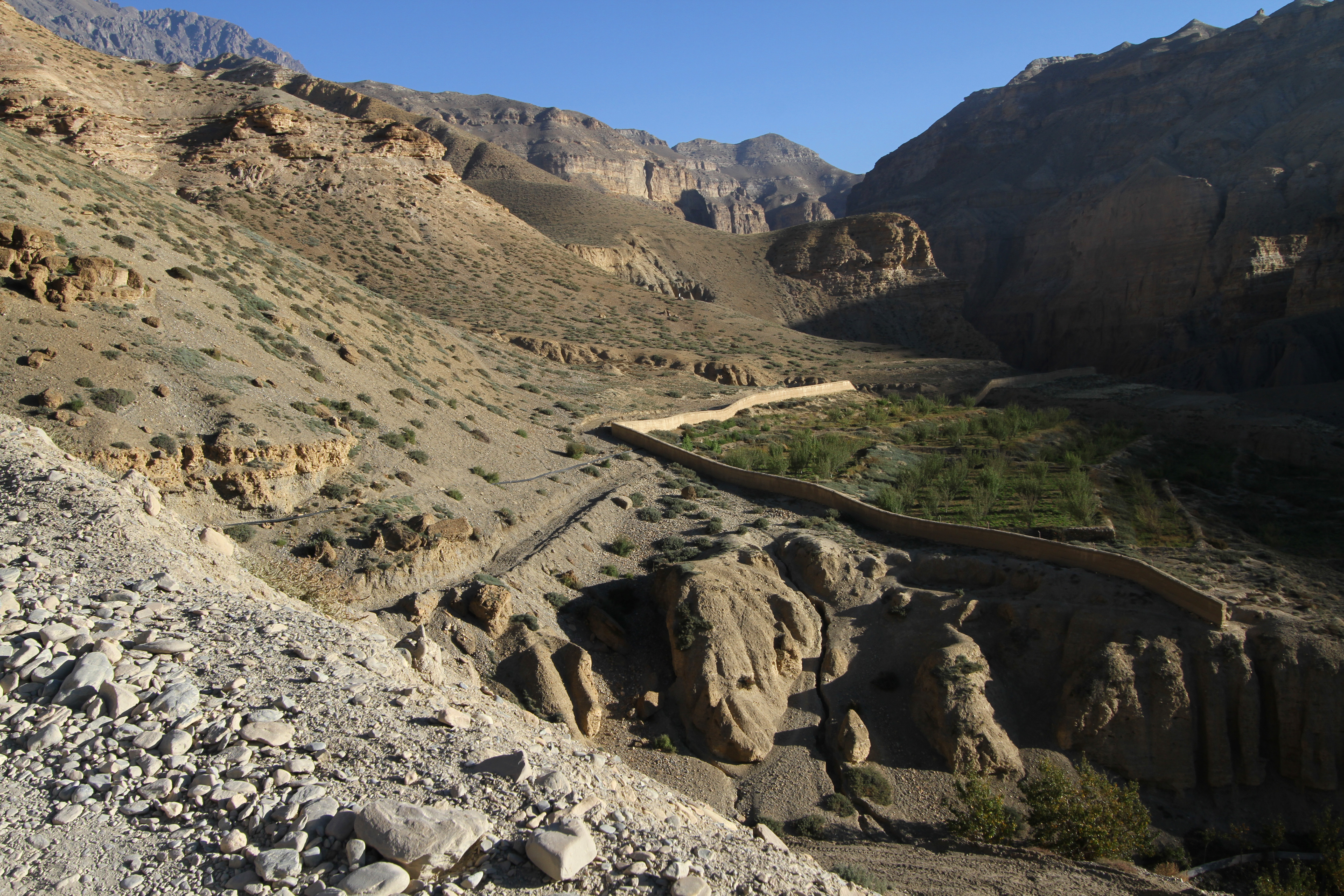
Droga Chele - Samar
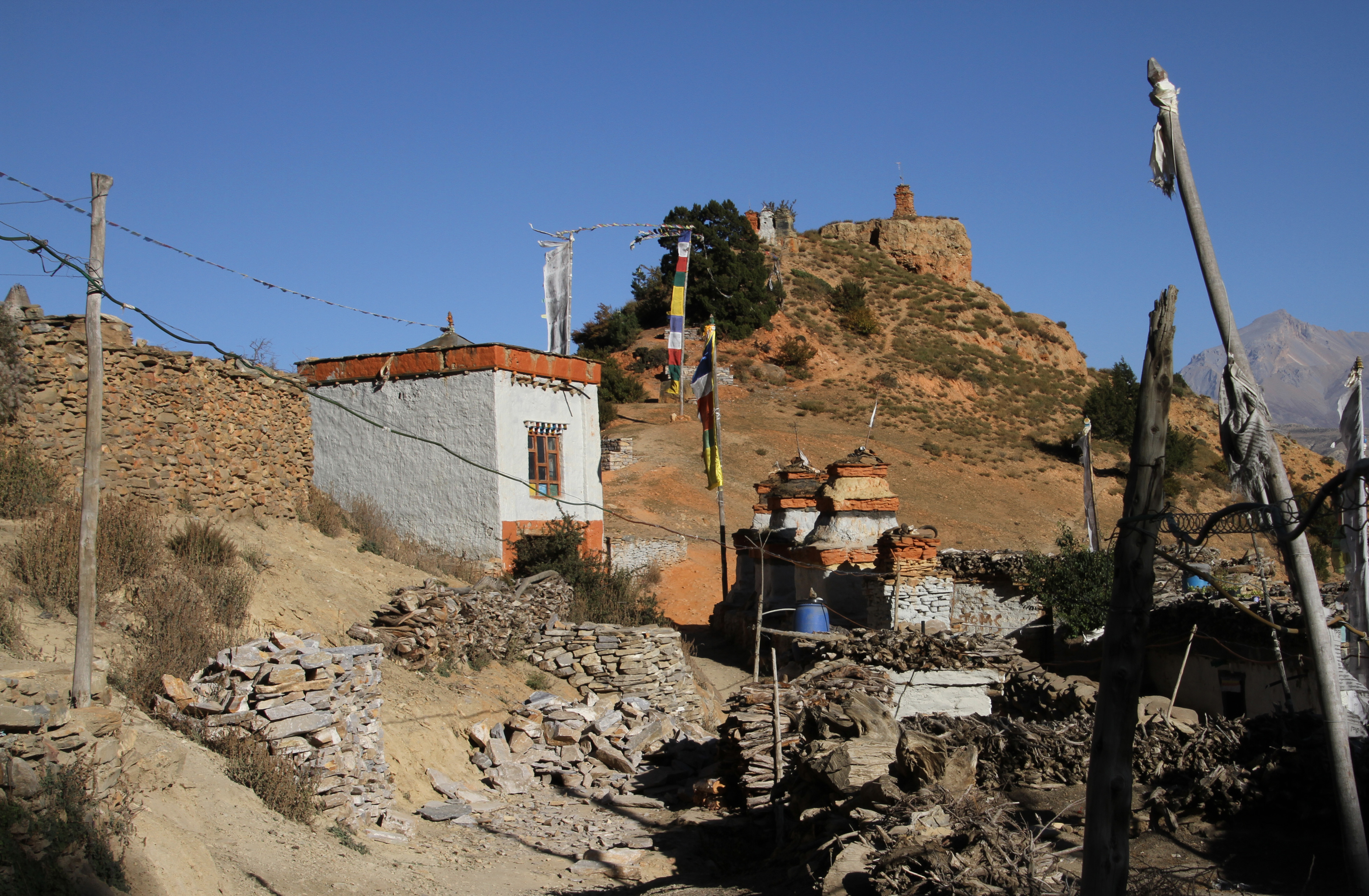
Samar
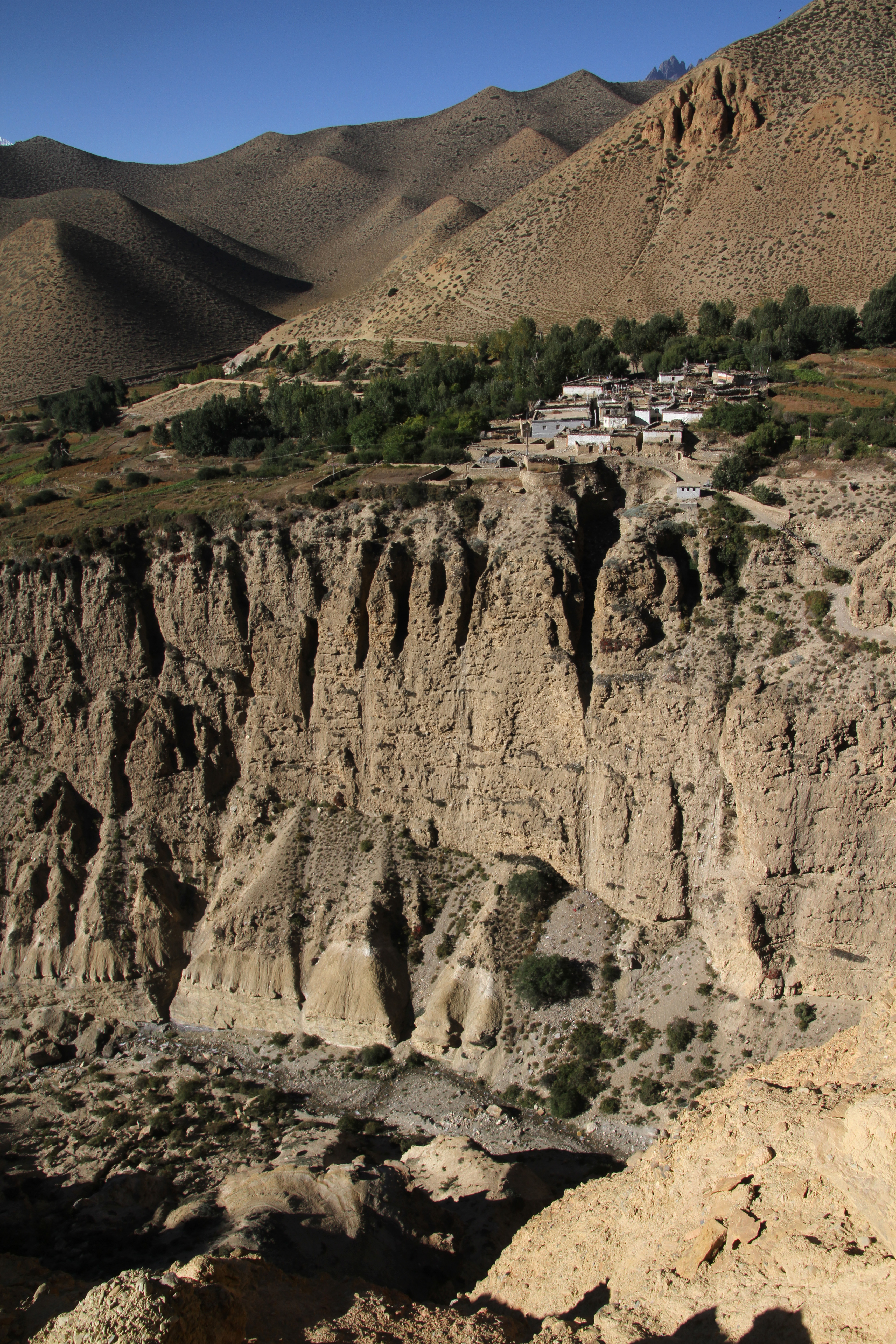
Ghyakar
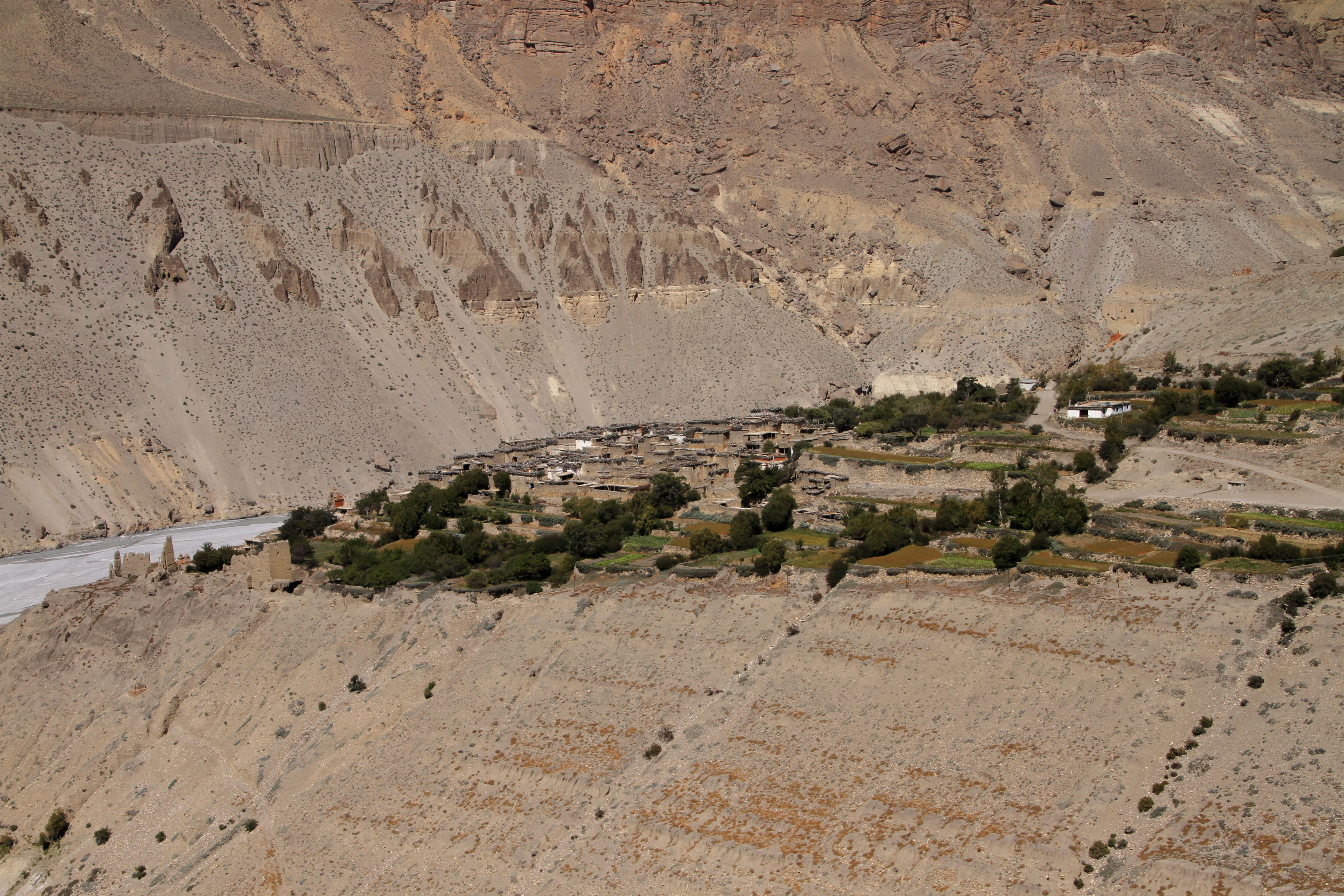
Thangbe